# Pilzno (Polska)
Pilzno – miasto w województwie podkarpackim, w powiecie dębickim, siedziba gminy miejsko-wiejskiej Pilzno. Leży nad rzeką Wisłoką.
Miejscowość pierwotnie znajdowała się w rękach benedyktynów z Tyńca. W 1354 r. Kazimierz Wielki wydał dokument zezwalający na jej lokację miejską na prawie magdeburskim – stała się wówczas miastem królewskim, przeszła na własność monarchy. Pilzno znajdowało się na skrzyżowaniu szlaków handlowych, co znacząco wpłynęło na jego rozwój. Stało się istotnym w skali regionu ośrodkiem administracyjnym i gospodarczym, było jednym z większych miast średniowiecznego województwa sandomierskiego. Rozkwit miasta zahamowały m.in. najazdy, pożary, epidemie oraz ominięcie go przy budowie kolei żelaznej łączącej Wiedeń z Krakowem oraz Lwowem. Stopniowo utraciło swoje znaczenie na rzecz Tarnowa oraz Dębicy, od 1931 r. nie jest już siedzibą powiatu.
Według danych GUS z 1 stycznia 2024 r. miasto liczyło 4994 mieszkańców, będąc 30. najludniejszym miastem w województwie.

## Geografia

### Położenie
Pilzno położone jest w zachodniej części województwa podkarpackiego, w powiecie dębickim, na terenie gminy miejsko-wiejskiej Pilzno. W jego najbliższej okolicy znajdują się miejscowości: Łęki Dolne, Lipiny, Parkosz, Mokrzec, Strzegocice, Słotowa, Zwiernik.
Pod względem podziału fizycznogeograficznego Polski, miasto to znajduje się na pograniczu Kotliny Sandomierskiej i Pogórza Środkowobeskidzkiego (Pogórza Karpackiego). Przez miejscowość przepływają potok Dulcza i rzeka Wisłoka. Krzyżują się tu droga krajowa nr 73 i droga krajowa nr 94.

### Geologia
Okolice Pilzna znajdują się na granicy jednostek tektonicznych: płaszczowiny śląskiej, płaszczowiny skolskiej oraz zapadliska przedkarpackiego. Na obszarze Karpat fliszowych dominują iłowce, mułowce, piaskowce i zlepieńce. Zapadlisko przedkarpackie budują z kolei mioceńskie iły i mułowce z przewarstwieniami piasków, miejscami piaskowców i margli.
W okolicy występują surowce mineralne: piaski, żwiry i pospółki (wykształcone w związku z ruchami nasuwnymi Karpat) oraz gliny i iły. Na głębokości 1500 m znajduje się sól kamienna, pozostałość morza, które w okresie tortonu wlało się w zapadlisko przedkarpackie.
Złoża kruszywa naturalnego w regionie eksploatowano na skalę przemysłową.

### Ukształtowanie powierzchni
W pobliżu miasta graniczą ze sobą cztery mezoregiony: Płaskowyż Tarnowski i Dolina Dolnej Wisłoki, wchodzące w skład Kotliny Sandomierskiej oraz Pogórze Ciężkowickie i Pogórze Strzyżowskie, będące częścią Pogórza Środkowobeskidzkiego.
Dolina Dolnej Wisłoki jest doliną o dwóch stopniach tarasowych: wyższym, piaszczystym z wydmami oraz niższym, zalewowym, z licznymi starorzeczami. W obrębie tego mezoregionu wykształciły się mady oraz gleby mułowo-glejowe. Płaskowyż Tarnowski charakteryzuje równe ukształtowanie terenu – jest to falista równina o wysokościach bezwzględnych rzędu 200–260 m n.p.m. Tworzą ją morskie osady miocenu, w których zalegają piaski i gliny. Dominują gleby bielicowe piaszczyste. Pogórza – Ciężkowickie oraz Strzyżowskie – stanowią falistą wyżynę, rozczłonkowaną dolinami potoków. W ich obrębie dominują utwory skalne płaszczowiny śląskiej, a część północna Pogórza Strzyżowskiego zbudowana jest z utworów płaszczowiny skolskiej. Wysokości bezwzględne wynoszą 320–440 m n.p.m., a pojedyncze wzniesienia (Brzanka, Liwocz, Chełm) osiągają wysokość powyżej 500 m n.p.m. W obrębie obydwu mezoregionów największą powierzchnię zajmują gleby brunatne.
Okolice Pilzna tworzą tzw. Kotlinę Pilźnieńską. Centrum miejscowości znajduje się na terenie Pogórza Ciężkowickiego, na wzgórzu ograniczonym z trzech stron dolinami Wisłoki, Dulczy i Dulczówki. Wysokość bezwzględna Rynku wynosi ok. 210 m n.p.m.

### Wody
Miasto w całości znajduje się w dorzeczu Wisłoki, która przepływa przez wschodnią część miasta. W Pilźnie do rzeki tej wpływa potok Dulcza, który meandrującym korytem płynie z zachodu na wschód, na północ od Rynku.
W Pilźnie znajdują się dwa punkty pomiarowo-kontrolne monitoringu jakości wód powierzchniowych – reprezentatywne dla Dulczy i Wisłoki. W 2021 r. stan ekologiczny wód Dulczy sklasyfikowano jako słaby, z kolei stan ekologiczny wód Wisłoki w Pilźnie został uznany za umiarkowany.
Niedaleko Pilzna, w miejscowości Mokrzec, na Wisłoce znajduje się tama, spiętrzająca wodę na wysokość ok. 2,5 m. W ten sposób na wyrobisku pożwirowym utworzony został Zalew Pilzno, zajmujący powierzchnię ok. 250 ha. Nie został on objęty przez granice miasta. Bezpośrednio na terenie Pilzna, w rejonie ul. Spółdzielczej, znajdują się 3 akweny o powierzchni przekraczającej 1 ha.

### Klimat
Na klimat Pilzna duży wpływ ma położenie na granicy dwóch dużych jednostek geomorfologicznych: Kotliny Sandomierskiej i Pogórza Środkowobeskidzkiego. Kotlinę Sandomierską cechuje umiarkowanie wilgotny klimat, średnia roczna temperatura powyżej 8 °C oraz długi okres wegetacyjny. Pogórze Środkowobeskidzkie charakteryzuje natomiast średnia temperatura wahająca się od 6 do 8 °C, większa wilgotność oraz roczna suma opadów rosnąca wraz ze wzrostem wysokości bezwzględnej: 700–850 mm.
Zgodnie z „Atlasem geograficznym województwa tarnowskiego”, klimat ówczesnego województwa tarnowskiego, w tym także Pilzna, cechowały średnie temperatury regionu wahające się od 3 °C w styczniu do 20 °C w lipcu i sierpniu; średnia roczna temperatura wyniosła 8 °C, długość okresu wegetacyjnego 215 dni, a roczna suma opadów – 750 mm. W regionie przeważają masy powietrza polarno-morskiego (62%) i polarno-kontynentalnego (30%).

### Przyroda i ochrona środowiska
Miasto w swoich granicach administracyjnych nie jest objęte przez żadne formy ochrony środowiska. Na północ od niego rozciąga się Jastrząbsko-Żdżarski Obszar Chronionego Krajobrazu, na którego terenie zachowały się zbiorowiska leśne będące pozostałościami Puszczy Sandomierskiej – połacie boru świeżego i lasy łęgowe. Obszar na południe od Pilzna z kolei znajduje się w granicach Obszaru Chronionego Krajobrazu Pogórza Ciężkowickiego – występują tu kompleksy grądowe, a w wyższych partiach także buczyna karpacka. W dolinach potoków rosną lasy łęgowe.

## Toponimia
Pochodzenie nazwy miasta jest niejasne. Kazimierz Rymut w swojej pracy pt. Nazwy miejscowe Polski podaje, że pochodzi ona od rdzenia „Płzu”, oznaczającego teren śliski, mokry – podobnie jak nazwa czeskiego Pilzna. Manfred Mayrhofer w słowniku Kurzgefasstes Etymologisches Wörterbuch des Altindischen wywodzi ją od staroindyjskiego „plzno”, mogącego oznaczać zamek lub, w szerszym znaczeniu, obronną ufortyfikowaną przestrzeń. Słownik języka polskiego Samuela Bogumiła Lindego sugeruje z kolei, że może ona pochodzić ze słowa „pilśń”, oznaczającego rodzaj tkaniny.

## Historia

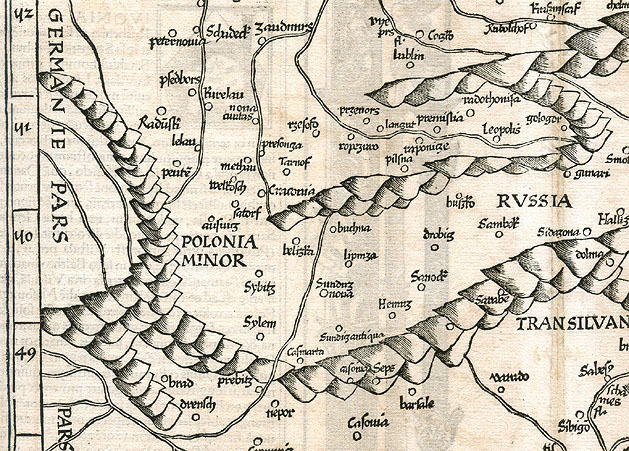
Martin Waldseemüller, fragment mapy Małopolski z zaznaczonym Pilznem (Pilſna)

Pierwsze świadectwa pobytu człowieka w okolicy Pilzna pochodzą z końca paleolitu (ok. 8200 lat p.n.e.); znajdowano także ślady z neolitu, epoki brązu, okresu halsztackiego oraz okresu lateńskiego. We wczesnym średniowieczu na wzgórzu, w miejscu obecnego centrum miasta, istniał prawdopodobnie gród warowny, zależny od państwa Wiślan, który zniszczono przypuszczalnie w czasach panowania Bolesława Chrobrego.
Pierwszy raz Pilzno zostało wymienione w dokumentach legata papieskiego Idziego, zatwierdzających posiadłości opactwa benedyktynów w Tyńcu, w latach 1123–1125. Oprócz niego w dokumencie pojawiają się nazwy: Brzostek (jako Brestek), Klecie (jako Clececi), Dęborzyn (jako Doborin) oraz Vnochovichi (prawdopodobnie Januszkowice). W 1328 r. miejscowość przekształcono w osadę na prawie magdeburskim z wyznaczeniem Urusa jako sołtysa, a 3 października 1354 r. Kazimierz Wielki wydał dokument zezwalający na lokację miejską Pilzna na prawie magdeburskim –
równocześnie miejscowość przeszła na własność króla (stała się miastem królewskim). Wójtem został pochodzący z ziemi sandomierskiej rycerz, Dobiesław. Wkrótce po lokacji wzniesiono nowy kościół parafialny pw. św. Jana Chrzciciela, a miasto, pierwotnie zamieszkiwane głównie przez Słowian z miejscowych plemion, doświadczyło napływu ludności czeskiej i niemieckiej. Ta druga (niemieckojęzyczna) dała później początek mniejszości etnicznej tzw. Głuchoniemców, co opisał m.in. Wincenty Pol.
Pilzno w średniowieczu należało początkowo do kasztelanii wojnickiej, a po zaniku podziału na kasztelanie w XIV w. stało się częścią ziemi sandomierskiej. Znajdowało się na skrzyżowaniu szlaków handlowych: z Krakowa na Ruś i z Krakowa na Węgry. Lokalizacja ta sprzyjała rozwojowi handlu i rzemiosła, miasto stało się znaczącym ośrodkiem administracyjnym i gospodarczym w woj. sandomierskim. Pod koniec XIV w. miejscowość stała się wspólnie z Tarnowem siedzibą powiatu sądowego, a w 1465 r. została ustanowiona także siedzibą powiatu skarbowego i administracyjnego – została także ośrodkiem starostwa niegrodowego z siedzibą starosty w Strzegocicach. W 1485 r. przystąpiono do budowy wodociągów w mieście.
Rozwój miasta hamowały pożary, które nawiedziły miasto przypuszczalnie pod koniec XIV w. oraz w latach 1472, 1536 i 1596, a także najazdy Tatarów i Węgrów, mające miejsce w latach 1241, 1255, 1259, 1266 i 1474 (przy czym najbardziej niszczycielski był ten z 1474 r., kiedy to wojska węgierskie pod dowództwem Tomasza Tarczaya doszczętnie spaliły miasto). Do jego ponownego rozkwitu doprowadziły przywileje wystawiane przez władców: Zygmunta II Augusta, Stefana Batorego i Zygmunta III Wazę. Miasto pozostawało ważnym ośrodkiem administracyjnym i gospodarczym, odbywały się tu sądy powiatowe oraz targi. Zgodnie z opracowaniem Alicji Orzechowskiej Nazwy miejscowe dawnego powiatu pilzneńskiego oraz prawobrzeżnej części dawnych powiatów sandomierskiego i wiślickiego, w XVI w. powiat pilźnieński obejmował m.in. Strzyżów, Ropczyce, Sędziszów Małopolski, Głogów Małopolski, Radomyśl Wielki, Mielec, Dąbrowę Tarnowską, Żabno, Tuchów, Tarnów i Dębicę.
Miejscowość zaczęła upadać w latach 40. XVII w., doprowadziło do tego wiele czynników: sytuacja polityczna, przymusowe opłaty wojenne, kontrybucje nakładane na miasto, wylewy Wisłoki oraz epidemia cholery. Pilzno zostało zniszczone przez wojska księcia siedmiogrodzkiego Jerzego II Rakoczego w 1657 r., a w XVIII w. nawiedzały je kolejne powodzie i epidemie. Problemem dla mieszkańców były także częste przemarsze wojsk. Po pierwszym rozbiorze Polski w 1772 r. Pilzno znalazło się w granicach Królestwa Galicji i Lodomerii. W 1773 r. utworzono cyrkuł pilzneński obejmujący 10 powiatów, którego siedziba znajdowała się w rzeczywistości w Rzeszowie. Miasto stale traciło swoje znaczenie na rzecz Tarnowa (który po dwóch latach stał się siedzibą własnego cyrkułu) i Dębicy. Pomimo to, liczba mieszkańców systematycznie rosła, głównie dzięki zniesieniu zakazu osiedlania się Żydów. W 1846 r. miejscowość objęła swoim zasięgiem rabacja galicyjska.
Upadek miasta przyspieszyło ominięcie go przy budowie w latach 50. XIX w. galicyjskiej kolei im. Karola Ludwika, łączącej Lwów z Przemyślem, Tarnowem i Krakowem, który posiadał dalsze połączenie z Wiedniem. Karol Szczeklik w swojej monografii Pilzno i jego dzieje sugeruje, że mieszczanie pilźnieńscy mieli wysłać specjalną delegację, by przekonać władze, że miasto nie potrzebuje kolei – chociaż nie wiadomo, czy poprowadzenie jej przez Pilzno w ogóle rozważano, miejscowość nie pojawia się na wytyczonych planach trasy. W 1868 r., po wprowadzeniu nowego podziału administracyjnego, Pilzno ponownie stało się siedzibą powiatu. W czerwcu 1877 miasto nawiedził pożar, zniszczeniu uległa m.in. cała północna pierzeja Rynku. Planowano budowę kolei mającej łączyć miasto z Jasłem, przebiegającej przez Brzostek i Kołaczyce, jednak jej budowę przerwał wybuch I wojny światowej.

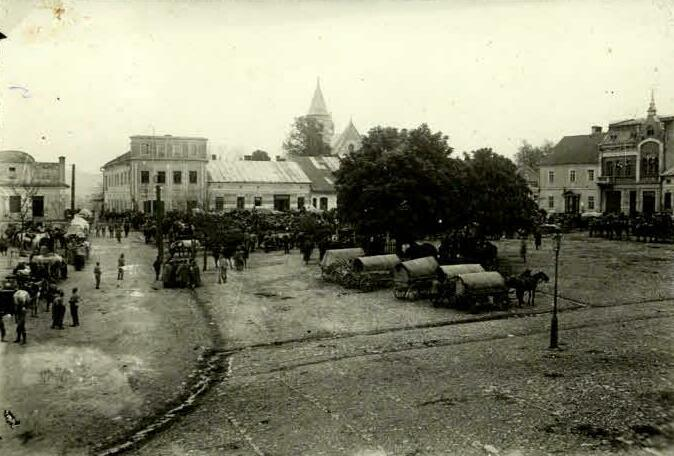
Rynek w Pilźnie podczas I wojny światowej

W czasie I wojny światowej miasteczko znalazło się na linii frontu rosyjsko-austriackiego i kilkukrotnie przechodziło z rąk do rąk. Radko Dimitriew, dowódca odcinka frontu, obrał sobie Pilzno jako siedzibę, a jego wojska pozostawiły po sobie duże zniszczenia. W listopadzie roku 1918 miejscowość weszła w skład nowo utworzonego państwa polskiego, jako siedziba powiatu, który zlikwidowano w 1931 r. Pilzno zostało wówczas wcielone do powiatu ropczyckiego, a następnie do powiatu dębickiego. 17 grudnia 1925 r. wojewoda krakowski wydał rozporządzenie o przyłączeniu gmin wiejskich Dulczówki i Pilźnionka do miasta. Weszło ono w życie 31 grudnia 1925 r.
Po wybuchu II wojny światowej wojska niemieckie zajęły miasto 7 września 1939 r. Na przymusowe roboty do Niemiec wywieziono 1582 robotników z Pilzna i okolicznych wsi, a pozostałych mieszkańców zmuszono do płacenia kontyngentów. Podczas okupacji hitlerowskiej, w lecie 1942 roku Niemcy utworzyli getto dla żydowskich mieszkańców. Przebywało w nim około 1300 Żydów. Na początku 1943 roku większość została wywieziona do niemieckiego, nazistowskiego obozu koncentracyjnego Auschwitz. W rejonie działały organizacje podziemne – powstały placówki Narodowej Organizacji Wojskowej (kryptonim „Piotr”, jej komendantem został Adam Przybyło ps. „Rafacz”) oraz Związku Walki Zbrojnej (kryptonim „Pelczar”, jej komendantem został Zygmunt Pawlus ps. „Turek”). Obydwie podczas Akcji „Burza” weszły w skład III Zgrupowania Armii Krajowej. Niemieckie oddziały opuściły Pilzno 17 stycznia 1945 r.
Po wojnie Pilzno włączono do województwa rzeszowskiego, a w latach 1975–1998 znajdowało się ono w województwie tarnowskim. Na podstawie decyzji wydawanych przez władze państwa rozparcelowano większe grunty rolne, a lasy upaństwowiono. W 1949 r. zlikwidowany został Sąd Grodzki w Pilźnie, który obejmował swoim zasięgiem szereg okolicznych wsi. W 1999 r., po kolejnej reformie administracyjnej, Pilzno weszło w skład województwa podkarpackiego z siedzibą w Rzeszowie.

## Demografia
Liczba ludności Pilzna w latach 1772–2022:

Źródła danych: 1772-1777; 1787-1840, 1880-1910; 1850, 1860, 1870, 1900, 1921; 1880; 1921; 1931; 1938-1989; 2000-2020; 2022

## Polityka i administracja
Pilzno jest siedzibą gminy miejsko-wiejskiej Pilzno, w województwie podkarpackim, w powiecie dębickim. Organem jej władzy wykonawczej jest burmistrz, a organem władzy ustawodawczej – rada miejska, w skład której wchodzi piętnastu radnych. W wyborach do rady miejskiej mieszkańcy miasta należą do czterech z piętnastu okręgów wyborczych.
Siedziba Urzędu Miasta znajduje się przy Rynku 6.
W bazie SIMC sześć części miasta ma przydzielone własne identyfikatory: Bajorki (numer 0982351), Dulczówka (0982368), Kwaśnice (0982374) Pilźnionek (0982380), Przymiarki (0982397) oraz Rędziny (0982405).

## Gospodarka
Region Pilzna ma charakter głównie rolniczy. W mieście skupia się główna sieć przedsiębiorców działających na terenie gminy, miejscowość posiada najlepiej rozwiniętą infrastrukturę, największe jest zapotrzebowanie na usługi. To tu znajduje się najwięcej na terenie gminy zakładów produkcyjnych, handlowych i usługowych.
Według danych z 31 grudnia 2003 r. działalność na terenie gminy Pilzno prowadziło 760 podmiotów gospodarczych, w 2004 zarejestrowanych było 685, w 2005 – 692, a w 2006 – 697. Dominującymi branżami wśród zarejestrowanych w gminie podmiotów są handel, transport, produkcja oraz usługi gastronomiczne. Do najważniejszych przedsiębiorstw należą Omega Pilzno, zajmujące się transportem i spedycją oraz Przedsiębiorstwo Przemysłu Mięsnego „Taurus”.

## Infrastruktura

### Transport
Na terenie Pilzna krzyżują się drogi: droga krajowa nr 73 oraz droga krajowa nr 94. W latach 2004–2005 zrealizowano inwestycję w sprawie utworzenia obwodnicy Pilzna w ciągu drogi krajowej nr 94. Dzięki temu ruch tranzytowy omija centrum miasta Jej koszt wyniósł 35 mln zł. Trwają także starania o utworzenie obwodnicy miasta w ciągu DK73.
Pilzno jest połączone z sąsiednimi miejscowościami siecią dróg powiatowych i gminnych, z których najważniejsze to droga powiatowa nr 1280R relacji Pilzno – Róża (biegnąca ul. Kraszewskiego) oraz droga powiatowa 1306R relacji Pilzno – Szynwałd (biegnąca ul. 3-go Maja).
W 2020 r. w mieście znajdowało się 19 przystanków zarządzanych przez władze gminy.

### Infrastruktura techniczna
Przez Pilzno i najbliższą okolicę przebiegają gazociągi wysokiego ciśnienia: gazociąg Ø 700 relacji Jarosław – Tarnów, gazociąg Ø 400 relacji Jarosław – Tarnów, gazociąg Ø 250 relacji Pilzno – Jasło, gazociąg Ø 250 relacji Grybów – Lipiny, gazociąg Ø 250 relacji Warzyce – Pilzno oraz gazociąg Ø 300 relacji Pilzno – Lipiny. Długość sieci
gazowej rozdzielczej wraz z przyłączami na terenie miasta wynosiła w 2007 r. 63,58 km, zużycie gazu kształtowało się na poziomie 1 854 200 m³.
Bezpośrednio przez miasto przebiega linia energetyczna o napięciu 30 kV, o relacji Tarnów – Latoszyn. W pobliżu biegną także linie: 400 kV Krosno – Tarnów, 110 kV Tarnów – Niegłowice oraz 110 kV Tarnów – Latoszyn. Elektryczność jest dostarczana do mieszkańców miasta siecią energetyczną średniego i niskiego napięcia.
Źródłem zaopatrującym Pilzno w wodę jest ujęcie w dolinie Wisłoki oraz ujęcie we wsi Żdżary. Przeważająca
część mieszkańców korzysta jednak ze studni gospodarczych przy pomocy wodociągu
zagrodowego lub ze studni bez instalacji wodociągowej. W 2006 r. budynek mieszkalny w mieście zużywał średnio 82,1 m³ wody
na rok. Długość sieci wodociągowej na terenie miejscowości wynosi 120 km, a przyłączy wodociągowych – 65 km.
Nieczystości z całej gminy, w tym z miasta, są odprowadzane do znajdującej się na terenie miasta oczyszczalni. Do końca 2006 r. przyłączono do niej 24,1 km sieci kanalizacyjnej.
Składowisko odpadów dla miasta i gminy znajduje się w Strzegocicach.

### Bezpieczeństwo i zdrowie
Ochotnicza Straż Ogniowa w Pilźnie została powołana 1875 roku. 23 lutego 1995 roku Ochotnicza Straż Pożarna w Pilźnie została oficjalnie włączona do krajowego systemu ratowniczo-gaśniczego. W 2020 r. w jednostce służyło ponad 60 czynnych członków, wyposażonych m.in. w specjalistyczne samochody: Mercedes Atego GBA 2,5/20, Steyr 790 GCBA 4/32 i Ford Transit SLRr. Siedziba OSP Pilzno znajduje się przy ul. Węgierskiej 30.
W mieście przy ul. Bujnowskiego 31 znajduje się komisariat policji. Miasto pozostaje pod opieką jednego z dzielnicowych.
W Pilźnie znajduje się niepubliczny Zakład Opieki
Zdrowotnej, w którym NZOZ „PILMEDIC” zabezpiecza potrzeby mieszkańców w zakresie opieki medycznej.

### Edukacja
W roku szkolnym 2022/2023 w Pilźnie działały:
- Ochronka Zgromadzenia Sióstr Służebniczek BDNP Niepubliczne Przedszkole w Pilźnie, ul. Stefana Żeromskiego 2[81],
- Publiczne Przedszkole w Pilznie, ul. Węgierska 36[82]
- Publiczna Szkoła Podstawowa im. Władysława Jagiełły w Pilźnie, ul. Mickiewicza 1[83]
- Rzemieślnicza Branżowa Szkoła I stopnia w Pilźnie ul. Lwowska 14[84][85]
- Liceum Ogólnokształcące im. Sebastiana Petrycego, ul. Lwowska 14

We wszystkich szkołach funkcjonują biblioteki, wszystkie szkoły posiadają pracownie komputerowe i dostęp do Internetu.
Pierwsze szkoły parafialne w regionie Pilzna powstały prawdopodobnie już w XIII w. O istnieniu szkoły w Pilźnie wspomina dokument wydany przez bpa Piotra Wysza. W szkole pilźnieńskiej, według obowiązującego wówczas schematu początkowo uczył proboszcz, a następnie nauczyciel, jako „rektor scholae”. Pod koniec XV w. kierownikami byli ludzie świeccy, ale zależni od proboszcza i rady miejskiej. W XV i XVI w. placówka posiadała już własny budynek.
W czasie zaboru austriackiego nauka szkolna odbywała się w wynajętych izbach w domach mieszczańskich, a następnie w budynku magistratu. W 1907 r. placówka otrzymała własny budynek, w którym, po rozbudowie w okresie PRL-u, nauczanie na poziomie podstawowym odbywa się nadal. Po wojnie powstało w Pilźnie liceum ogólnokształcące – początkowo nauczano w domach prywatnych, a w maju 1945 r. placówka otrzymała od Powiatowej Rady Narodowej w Dębicy zdewastowany budynek dawnej Rady Powiatowej w Pilźnie, który odremontowano.

## Turystyka
Rozwojowi turystyki w Pilźnie sprzyjają bliskość dużych miast (Tarnów, Dębica, Jasło, Rzeszów), tranzytowe położenie oraz środowisko przyrodnicze i rzeźba terenu sprzyjająca pieszym i rowerowym wędrówkom.
Do walorów turystycznych Pilzna należy średniowieczny układ urbanistyczny oraz Rynek, z górującą nad nim XIV-wieczną świątynią. W okolicy zachowały się liczne zabytki, w tym kościoły, historyczne cmentarze, przydrożne kapliczki, stary, drewniany i pracujący młyn oraz pozostałości dworów. Rozwojowi turystyki sprzyjają także różnorodność biologiczna regionu oraz dobry mikroklimat. Cyklicznie organizowane są lokalne imprezy, których uczestnicy mogą obserwować przy pracy zanikające zawody oraz degustować lokalne jedzenie.
Atrakcją turystyczną miasta Pilzna jest muzeum lalek, umożliwiające zwiedzającym obserwowanie procesu wytwarzania lalek tradycyjnymi metodami oraz ukazujące różnego rodzaju lalki pochodzące z różnych regionów świata.
W Pilźnie i okolicy panują warunki sprzyjające rozwojowi agroturystyki – mimo licznych atrakcji, miasto i gmina dysponują bardzo niewielką bazą hotelową (w 2007 roku na terenie całej gminy znajdowało się 5 obiektów dysponujących 167 miejscami noclegowymi).

## Religia
Historia parafii w Pilźnie sięga 1256 r. – jej założycielami i fundatorami kościoła byli benedyktyni tynieccy. W średniowieczu stanowiła ona siedzibę dekanatu, należącego do diecezji krakowskiej (archidiakonatu nowosądeckiego), obejmującego m.in. Dębicę, Kołaczyce i Frysztak.
Na początku epoki nowożytnej, w mieście znajdowały się cztery kościoły: istniejące do dziś fara pw. św. Jana Chrzciciela i kościół oo. augustianów, a także kościół św. Andrzeja oraz kościół św. Ducha. Świątynia nosząca wezwanie św. Andrzeja stała na przedmieściu Pilzna, nad Dulczą. XVI-wieczne źródła pisały o niej, że jest to dawny kościół parafialny; w 1751 r. zniosła ją powódź, została odbudowana i stanęła na skrzyżowaniu ul. Węgierskiej z obecną ul. Kapuścińskiego. Źródła z początku XIX w. już o niej nie wspominają. Kościół św. Ducha stał przy końcu ul. Ducha, został wybudowany ok. 1400 r. W 1630 r. został strawiony przez pożar, odbudowano go z kamienia, z pieniędzy pozostawionych w testamencie przez Andrzeja Bobolę. Na początku XIX w. był wynajmowany na magazyn siana i owsa, rozebrano go w 1850 r.
W czasach zaboru austriackiego Pilzno było brane pod uwagę jako siedziba diecezji, wybrano jednak Tarnów, w którym znajdował się kościół kolegiacki. Obecnie pilźnieńska parafia stanowi siedzibę dekanatu Pilzno diecezji tarnowskiej.

### Żydzi w Pilźnie
Żydzi zaczęli się osiedlać w Pilźnie już w XVI w. W 1577 r. król Stefan Batory na prośbę mieszczan nadał miastu przywilej de non tolerandis Judaeis – wyznawcy judaizmu zostali zmuszeni do opuszczenia miasta, ponieważ polscy mieszkańcy widzieli w nich konkurencję. W 1635 r. decyzja rady miasta pozbawiła ich następnie prawa do prowadzenia w mieście handlu. W 1830 r. zakaz osiedlania się Żydów zniesiono, a w 1880 r. wyznawcy religii mojżeszowej stanowili 26% mieszkańców miasta. Żydzi z Pilzna utworzyli własny kahał, pod koniec XIX w. posiadali własny cmentarz (kirkut), synagogę oraz mykwę.
W 1939 r., tuż przed wybuchem wojny, w mieście mieszkało 788 Żydów. Po zajęciu Pilzna przez Wehrmacht, pomiędzy ul. Legionów i ul. Słowackiego utworzono getto. W 1942 r. przebywało w nim ok. 1,2 tys. osób, większość z nich wywieziono do obozu zagłady w Bełżcu. Zbrodnie niemieckie poskutkowały zanikiem ludności żydowskiej w mieście.

## Kultura
W Pilźnie działa Dom Kultury z filią w Zwierniku. Zajmuje się on m.in. prowadzeniem zajęć tanecznych i plastycznych oraz cyklicznie organizowanych imprez o charakterze lokalnym i ponadlokalnym (konfrontacje artystyczne rzemiosła, spotkania dla seniorów, akademie i uroczystości w rocznice ważnych wydarzeń).
11 marca 1926 r. została założona biblioteka szkolna, która działała przy szkole powszechnej. W dniu założenia posiadała 140 tomów, a w 1931 r. – 420 pozycji. W 2007 r. Biblioteka Publiczna w Pilźnie, z dziesięcioma filiami na terenie gminy, posiadała księgozbiór liczący 88 tys. pozycji.
Na listę produktów tradycyjnych zostały wpisane pochodzące z Pilzna wyroby mięsne: golonka podkarpacka, kiełbasa swojska pilzneńska, salceson wiejski pilźneński, kaszanka wiejska pilzneńska, szynka swojska pilzneńska, szynka biesiadna pilzneńska, polędwica swojska pilzneńska oraz kiełbasa wiejska pilzneńska.

## Sport
W 1995 r. powstał klub piłkarski LKS „Rzemieślnik” Pilzno. W styczniu 2019 zmienił nazwę na KS Pilzno, a następnie na wyłonioną w konkursie nazwę KS „Legion” Pilzno. Zespół gra na stadionie o wymiarach 98 × 58 m, mogącym pomieścić 700 kibiców.
Oprócz tego w Pilźnie działają Gminny Klub Szachowy „Hetman” oraz Towarzystwo Gimnastyczne „Sokół” w Pilźnie z sekcjami piłki siatkowej, tenisa ziemnego i stołowego. Przy liceum ogólnokształcącym znajduje się hala sportowa, natomiast od 2012 r. miasto posiada kompleks sportowy, obejmujący boisko do piłki nożnej, boisko wielofunkcyjne oraz zaplecze sanitarno-szatniowe, który powstał w ramach projektu „Moje Boisko – Orlik 2012. Jest on zarządzany przez Szkołę Podstawową im. Władysława Jagiełły.

## Architektura

### Urbanistyka

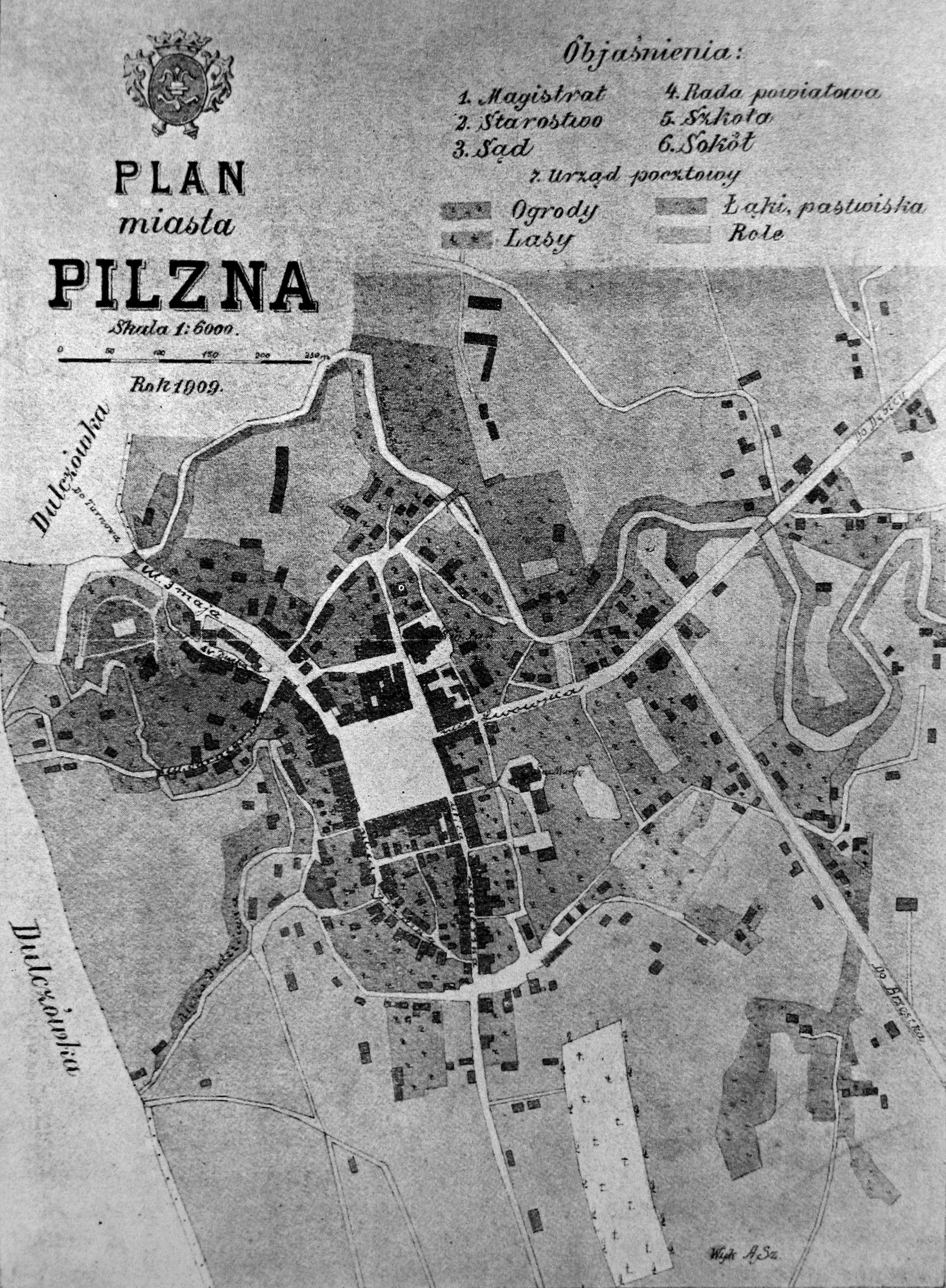
Plan Pilzna z 1909 r.

Przedlokacyjne Pilzno posiadało układ urbanistyczny osady targowej, z wrzecionowatym placem w centrum. Po uzyskaniu praw miejskich wytyczono kwadratowy rynek, na którym w XVI w. stanął ratusz, który, po popadnięciu w ruinę przez brak konserwacji, został rozebrany w 1774 r. Dojazd do rynku znajdował się na zapleczu północnej pierzei. Z drogi dojazdowej powstała ulica z wylotem obok kościoła św. Jana Chrzciciela. Na zapleczu pierzei południowej powstała służąca celom gospodarczym uliczka „Zatylna”, już w średniowieczu wytyczone zostały ulice: Polska (dzisiejsza Węgierska) i Niemiecka (dzisiejsza Grodzka). Poprzeczne uliczki powstały później.
W czasach zaboru austriackiego wytyczono nową drogę, w związku z czym wylot z północno-wschodniego narożnika rynku stracił na znaczeniu. Nowy wylot (dzisiejsza ul. Lwowska) wytyczono we wschodniej pierzei. Trakt wprowadzono na rynek dzisiejszą ul. Legionów.

### Obwarowania miejskie
Od średniowiecza Pilzno było otoczone wałami ziemnymi, na których zbudowano drewniane parkany. Do miasta prowadziły trzy bramy miejskie: Lwowska, Krakowska (Łącka) i Strzegocka (Biecka). Fortyfikacje miejskie wzmocniono w 1 połowie XVI wieku, gdy w północno-zachodnim narożniku zbudowano czworoboczną basteję, a na południe od niej – murowany budynek (prochownia lub arsenał). W latach 60. XVI w., w obliczu braku zagrożeń o charakterze militarnym, zaczęto wyprzedawać działki, na których znajdowały się wały, co doprowadziło do stopniowej degradacji fortyfikacji miejskich. Proces ten trwał jeszcze przez XVII w. i XVIII w. Oprócz wałów, mieszkańców podczas najazdów chroniły podziemne korytarze przebiegające pod miastem. Datuje się je na średniowiecze lub na wczesną nowożytność.
Zespół zabytkowy miasta z zabudową, obwarowania ziemne oraz cmentarz rzymskokatolicki zostały wpisane do rejestru zabytków w 1969 r. (A-310 z 31 sierpnia 1969 r.).

### Zabytki
W Pilźnie znajduje się siedem zabytków posiadających własny numer w rejestrze zabytków:
- zespół zabytkowy miasta z zabudową, obwarowania ziemne oraz cmentarz rzymskokatolicki (A-310 z 31 sierpnia 1969 r.),
- kościół parafialny pw. św. Jana Chrzciciela z XIV w. (A-1117 z 7 sierpnia 1985 r.),
- zespół klasztorny karmelitów przy ul. Karmelickiej 3 (A-1116 z 7 sierpnia 1985 r. i z 16 stycznia 1996 r.),
- budynek Urzędu Miasta przy Rynku 6, z 1877 r. (A-607 z 28 czerwca 2011 r.),
- dom przy ul. Węgierskiej 5, drewniany z drugiej połowy XVIII w. (A-158, a z 7 lipca 1978, nie istnieje),
- dom przy ul. Węgierskiej 13 z 1778 r. (A-1130 z 30 lipca 1969 r.),
- dom przy ul. Węgierskiej 17, drewniany z 1822 r. (A-1131 z 20 lipca 1978 r.),
- willa przy ul. ks. Karola Szczeklika 2, z lat 1870–1896 (A-1774 z 26.01.2023),
- kamienica przy ul. Petrycego 3 z poł. XIX w. (A-1773 z 26.01.2023).

## Ludzie związani z Pilznem
Honorowi obywatele w latach 1877–1911
- Tytus Bujnowski – notariusz i burmistrz Pilzna
- Rudolf Ciszka[125] – starosta w Pilźnie
- ks. Karol Fąferko – proboszcz i dziekan pilźnieński
- Piotr Garbaczyński – poseł Sejmu Krajowego, właściciel dóbr ziemskich
- Jan Kochanowski – właściciel dóbr Strzegocice i Olszyny
- dr Władysław Mydlarski – lekarz miejski i rządowy
- Andrzej Niemtus – radca miejski
- Leopold Płaziński – starosta w Pilźnie, poseł na Sejm Krajowy
- Leon Pawlus – radca miejski
- Marceli Szczeklik – radny gminy
- dr Józef Zelek – radca sądowy

## Miasta i gminy partnerskie
- – Gyomaendrőd, Węgry[126]
- – Karczew, Polska[127]
- – Rudki, Ukraina[128]
- – Sośnica, Ukraina[129]